# Ranunculus spitsbergensis
Ranunculus spitsbergensis är en ranunkelväxtart som först beskrevs av Nathorst, och fick sitt nu gällande namn av Hadac. Ranunculus spitsbergensis ingår i släktet ranunkler, och familjen ranunkelväxter. Inga underarter finns listade i Catalogue of Life.